# Panggang (Kemalang)
Panggang is een bestuurslaag in het regentschap Klaten van de provincie Midden-Java, Indonesië. Panggang telt 1483 inwoners (volkstelling 2010).